# Rasmus Daugaard
Rasmus Daugaard Hansen  (født 5. september 1976) er en dansk tidligere professionel fodboldspiller. Han har bl.a. spillet for Ølstykke FC, AB og FC Midtjylland. Hans foretrukne position var højre wingback, men har også optrådt som angriber i Ølstykke FC. Daugaard har også optrådt tre gange på det danske ligalandshold og to gange på U16 landsholdet.
Rasmus Daugaard er opvokset i Albertslund og kom som ungdomsspiller vidt omkring i københavnsområdet med spil i bl.a. KB og Brøndby IF. Han blev 20 år gammel professionel i Ølstykke FC i 1996. To kampe på det danske U16 landshold i 1992 åbnede op for muligheder på et højere plan. Begge kampe var i en turnering i Østrig hvor han scorede mod Nordirland. I 1999 skiftede han så til AB hvor han var fast mand i forsvaret. I 2003 var han med på ligalandsholds rejse til Asien, hvor han spillede de tre kampe mod Thailand, Iran og Hongkong. Samme år skiftede han til FC Midtjylland. Her blev højdepunkterne pokalfinalen i 2005 hvor klubben efter forlænget spilletid tabte 3-2 til Brøndby og da de samme år fik bronze i Superligaen.
I 2006 kunne Daugaard og FC Midtjylland ikke blive enige om kontraktforlængelse. Så han skiftede til norske Lyn Oslo. Han starter sit norske eventyr med at score et frisparksmål i sin debut, men han blev sat af holdet og efter 18 måneder i Norge vender han tilbage til dansk fodbold. Her ønsker både Silkeborg IF, Viborg FF og Lyngby BK at skrive kontrakt med Daugaard, men sidstnævnte løber af sted med Daugaard. Lyngby BK rykkede ned i 1. division og Daugaard forlod klubben efter kun et år i Superligaen.
Rasmus Daugaard arbejder i dag som psykoterapeut. 

## Klubber som ungdomsspiller
- Albertslund IF
- Ølstykke FC
- KB
- Brøndby IF
- Real Oviedo (Spanien)

## Klubber som professionel
- 1996-1998: Ølstykke FC
- 1999-2003: AB
- 2003-2006: FC Midtjylland
- 2006-2007: FK Lyn Oslo
- 2007-2008: Lyngby BK